# Німереука
Німереука або Немирівка (рум. Nimereuca) — село в Молдові у Сороцькому районі. Розташоване на правому березі річки Дністер. Є центром комуни, до складу якої також входить село Черліна.

## Історія
Німереука була заснована як єврейська землеробська колонія Люблін в 1842 році на 528 десятинах землі.
| Молдова | Це незавершена стаття з географії Молдови. Ви можете допомогти проєкту, виправивши або дописавши її. |

1. ↑  Ladaniuc V., Țopa T. G. Localitățile Republicii Moldova: itinerar documentar-publicistic ilustrat. Volumul 9: N-O — Chișinău: Draghiștea, 2009. — С. 201. — 638 с. — ISBN 978-9975-9700-3-7